# Lepidodactylus listeri
Il geco di Lister (Lepidodactylus listeri (Boulenger, 1899)) è una specie di geco estinto in natura, che viveva sull'Isola di Natale.

## Etimologia
Il suo nome specifico, listeri, gli è stato assegnato in onore del fisico britannico Joseph Jackson Lister.

## Descrizione
Il geco di Lister è un piccolo geco che misura circa 5 cm dal muso alla cloaca, con un peso medio di 2,3 g. La maggior lunghezza muso-cloaca misurata è di 5,15 cm.
Il lato inferiore in questa specie è di colore biancastro. Il dorso è di colore marrone, con un'ampia striscia vertebrale di colore fulvo chiaro o grigio, che si espande fino a coprire la parte superiore del corpo.

## Biologia

### Comportamento
È una specie arboricola notturna.
Durante il giorno gli individui si rifugiano sotto la corteccia di alberi vivi o morti, per uscire di notte a procacciarsi il cibo. Il geco di Lister è un predatore di piccoli invertebrati che cacciano sugli stessi tronchi su cui vivono.
È probabile che la disponibilità di cibo vari in base alle stagioni, essendo più abbondante nella stagione umida. L'introduzione della formica Anoplolepis gracilipes ha influito notevolmente sulle fonti di cibo di questo geco.

### Riproduzione
Il Lepidodactylus listeri è una specie ovipara. La riproduzione avviene durante tutto l'anno.
Depone le uova sotto la corteccia di alberi vivi nella foresta pluviale.

## Distribuzione e habitat
La specie è considerata estinta in natura: l'ultimo esemplare libero è stato registrato nel 2012, e da allora tutti i tentativi di rinvenire esemplari hanno dato esito negativo.
Il suo habitat originario era la foresta dell'Isola di Natale. Era presente in buona parte dell'isola, ma era assente dalle zone delle miniere.
Il declino del geco di Lister è stato piuttosto rapido: ancora nel 1979 era considerato essere relativamente abbondante. Già le campagne di ricerca effettuate nel 1998 e nel 2008, tuttavia, non riuscirono a rinvenire esemplari. Un singolo esemplare è stato catturato nel 2009, dieci furono avvistati nel 2011 e altri cinque nel 2012, dopodiché non ne sono stati più avvistati nonostante le ricerche.
Causa del suo declino sembrano essere state alcune specie aliene introdotte sull'isola, ed in particolare il serpente Lycodon capucinus, giunto attorno al 1982. In misura minore altre specie aliene avrebbero contribuito allo spopolamento: la formica Anoplolepis gracilipes, la scolopendra Scolopendra subspinipes, alcuni gatti selvatici e i ratti.

## Tassonomia
Il geco di Lister era stato originariamente descritto come Gecko listeri da George Albert Boulenger. Arnold G. Kluge propose lo spostamento al genere Lepidodactylus nel 1968.

## Conservazione
La specie è estinta in natura, ma tra il 2009 e il 2010 è stato avviato dal parco nazionale dell'Isola di Natale un programma di riproduzione in cattività direttamente sull'isola, cui si è affiancato un secondo programma allo zoo Taronga di Sydney nel 2011, che riguarda non solo il geco di Lister ma anche un altro sauro, Cryptoblepharus egeriae.
Il programma ha avuto successo, ma nonostante il buon numero di esemplari nati, non è possibile al momento una reintroduzione in natura, stante l'impossibilità di eradicare il Lycodon capucinus.